# Gérard Hoarau
Gérard Hoarau, né le 7 décembre 1950 et décédé le 29 novembre 1985, était un chef de l'opposition en exil des Seychelles. Il était à la tête du Mouvement pour la Résistance (MPR), qui cherchait à renverser pacifiquement France-Albert René, arrivé au pouvoir le 5 juin 1977 par un coup d'État'. Basé à Londres, il fut assassiné le 29 novembre 1985 par un tireur non identifié sur le pas de sa porte à Edgware, dans North London'.

## Biographie

### Carrière
Gérard Hoarau est un jeune Seychellois brillant et très instruit, diplômé en philosophie et en théologie d'une prestigieuse université italienne. Il parle donc couramment le latin, l'italien, ainsi que l'anglais et le français.
Après l'indépendance, il travaille comme assistant spécial du président James Mancham à la Présidence, à la tête du tout nouveau ministère des Affaires étrangères. Il est également un bon footballeur et est sélectionné à plusieurs reprises en équipe nationale des Seychelles. Gérard Hoarau s'oppose à la création d'un État à parti unique et à la décision de France-Albert René de fermer tous les clubs de football aux Seychelles et de planifier l'incarcération de tous les jeunes atteignant l'âge de seize ans dans des camps d'éducation politique pendant deux ans, dispositif que le président appelle Service national de la jeunesse.
Gérard Hoarau est la cible du nouveau régime. Cette position devient encore plus manifeste après la manifestation des écoliers d'octobre 1979 contre le Service national de la jeunesse.
Le 15 novembre 1979, Gérard Hoarau et 100 autres personnes sont arrêtés par la police et détenus à l'isolement sans inculpation ni procès à la prison d'Union Vale, gardée par de jeunes soldats seychellois dirigés par des troupes tanzaniennes. Lorsqu'il est libéré neuf mois plus tard, il est placé en résidence surveillée jusqu'à ce qu'il soit escorté par la police de sécurité hors du pays. Il déménage ensuite en Afrique du Sud.

### Tentative de coup d'État de 1981
Le 5 novembre 1981, Gérard Hoarau s'installe à l'hôtel 680 de Nairobi, dont le directeur, l'Autrichien Gerry Saurer, a auparavant dirigé le prestigieux Pirates Arms Hotel de Victoria City, aux Seychelles, et qui compte parmi ses clients le milliardaire trafiquant d'armes Adnan Khashoggi. Gérard Hoarau est accueilli par son compagnon d'exil et assistant Paul Chow. Les deux hommes séjournent à l'hôtel 680 pendant trois jours avant de disparaître. Des journalistes kenyans rapportent plus tard qu'ils sont en ville pour le compte de Mancham, qu'ils souhaitent rétablir au pouvoir avec l'aide de mercenaires britanniques, zimbabwéens et sud-africains, le Kenya étant intégré à la base opérationnelle. À Nairobi, ils sont également aperçus dans les bureaux de SunBird Aviation à l'aéroport Wilson, où ils ont réservé un Beechcraft Super King Air 200, immatriculé N 821CA. L'avion est destiné à transporter Mancham et un cercle proche de ses partisans de Mombasa aux Seychelles après la tentative de coup d'État, le cabinet fantôme se faisant passer pour des touristes américains. Hoarau aurait pris le nom de SPC Bowman ou de Nescott. En 1982, le gouvernement sud-africain lui retire son permis de séjour après un accord entre lui et France-Albert René concernant la libération des mercenaires sud-africains capturés aux Seychelles. L'une des conditions posées par René étant l'expulsion de Hoarau d'Afrique du Sud.

### Meurtre
Bien que la police britannique n'ait jamais résolu son meurtre, le gouvernement de France-Albert René semble fortement impliqué. Outre le tueur à gages, la police britannique pense qu'un autre individu, vraisemblablement seychellois, connait alors Gérard Hoarau et est en mesure de l'identifier auprès de l'assassin étranger. Ni l'assassin de Hoarau ni son complice ne sont arrêtés. La police britannique arrête plusieurs personnes pour avoir mis sur écoute la ligne téléphonique de la victime.
James Mancham déclare: "Nous savons pertinemment que les maisons de nombreux groupes d'exilés ont été cambriolées et mises sur écoute par des agents du gouvernement René. S'ils sont prêts à payer des agents pour mettre nos maisons sur écoute, ils devraient pouvoir faire beaucoup plus" . Il ajoute: "Il était très perturbé, une fois la folie déclenchée, on ne sait plus où elle s'arrête". Le meurtre fait la une des journaux au Royaume-Uni et Mike Cobb, un haut responsable de la presse de la police métropolitaine à Scotland Yard, déclare que "le fait que l'affaire ait été traitée par la branche antiterroriste de Scotland Yard suggère évidemment qu'il y a un contexte politique derrière la fusillade".
Charles Meynell, rédacteur en chef d'Africa Confidential (en), explique que "si l'on en juge par l'histoire récente des Seychelles, où de nombreuses personnes ont disparu, je pense qu'il est fort probable que le gouvernement René soit derrière tout cela. René a lui-même déclaré que le chef de l'opposition ici, M. Hoarau, était l'ennemi public numéro un, donc je pense qu'il serait très difficile de parvenir à une autre conclusion à ce stade". Il indique également qu'il est "beaucoup plus probable qu'il s'agisse d'un assassinat politique pur et simple, dans lequel quelqu'un recevrait une grosse somme d'argent et se verrait dire de s'en occuper".
Paul Chow, secrétaire général du Mouvement national seychellois, déclare avec audace: "Il ne fait aucun doute qu'il s'agit de M. René, le président marxiste des Seychelles. Le mois dernier, le congrès de son parti a adopté une résolution lui demandant de prendre des mesures contre les ennemis de la révolution aux Seychelles et à l'étranger".
Grover Norquist, un lobbyiste républicain puissant et très influent, est embauché par le communiste France-Albert René pour faire du lobbying auprès du Congrès. Interrogé sur la façon dont il peut avoir comme client un dirigeant communiste accusé de violations des droits de l'homme, Norquist déclare que René est "un homme qui préfère ne pas avoir d'élections pendant un certain nombre d'années", et déclare à propos du bilan de René en matière de droits de l'homme: "il y a une ou deux personnes que les gens soupçonnent d'avoir été victimes". Il déclare également que, bien que René nie toute implication dans l'assassinat, il admet avoir placé le téléphone de Hoarau sur écoute et avoir écouté son dernier appel téléphonique.
La police britannique découvre que la ligne téléphonique de Gérard Hoarau est systématiquement mise sur écoute par ces agents, qui ont placé un appareil dans une boîte de jonction. Les enregistrements ont été réalisés depuis une planque achetée spécialement à cet effet, grâce à des fonds transférés depuis un compte secret à Jersey.  Lors de son dernier appel téléphonique, Gérard Hoarau modifie l'heure d'un rendez-vous chez le médecin. Cette information est nécessaire à l'assassin, afin de le traquer ce jour-là. La police britannique identifie plus tard l'arme du crime comme étant une mitrailleuse Sterling. C'es le type alors utilisé par la police des Seychelles'.
Gérard Hoarau est enterré à Londres, son corps étant spécialement conservé dans un cercueil en zinc afin qu'il puisse éventuellement être rapatrié aux Seychelles.